# Schefflera spruceana
Schefflera spruceana là một loài thực vật có hoa trong Họ Cuồng cuồng. Loài này được (Seem.) Maguire, Steyerm. & Frodin miêu tả khoa học đầu tiên năm 1984.